# Fragment (Skulptur)

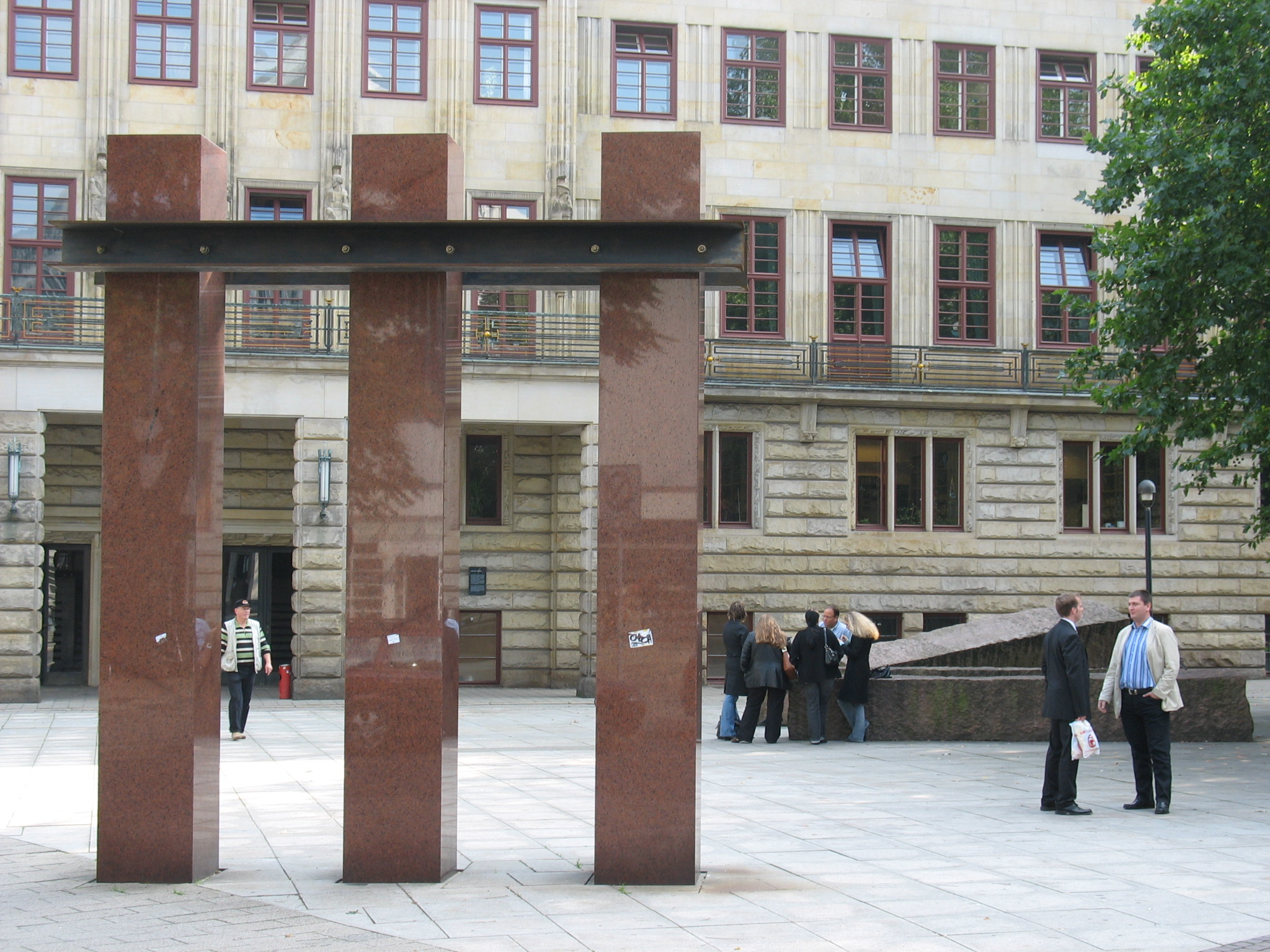
Skulptur Fragment vor Haus des Reichs

Das Fragment ist ein Skulpturenensemble in Bremen-Mitte, am Rudolf-Hilferding-Platz beim Haus des Reichs (heute Senator für Finanzen), das 1991 zum 50. Todestag von Rudolf Hilferding aufgestellt wurde. Es wird in der Liste der Denkmale und Standbilder der Stadt Bremen geführt.

## Skulpturen-Ensemble
Das zweiteilige 5 m × 13,5 m × 24,5 m große Skulpturenensemble aus Vånga-Granit und Stahl stammt vom Bildhauer Hawoli (* 1935). Von ihm stammen in Bremen noch u. a. Spannung (1979) in Hemelingen, Gegenpol/Kraft und Bewegung (1981) in Walle und eingewachsene Zeit (1985) in Vegesack, Gerhard-Rohlfs-Straße.

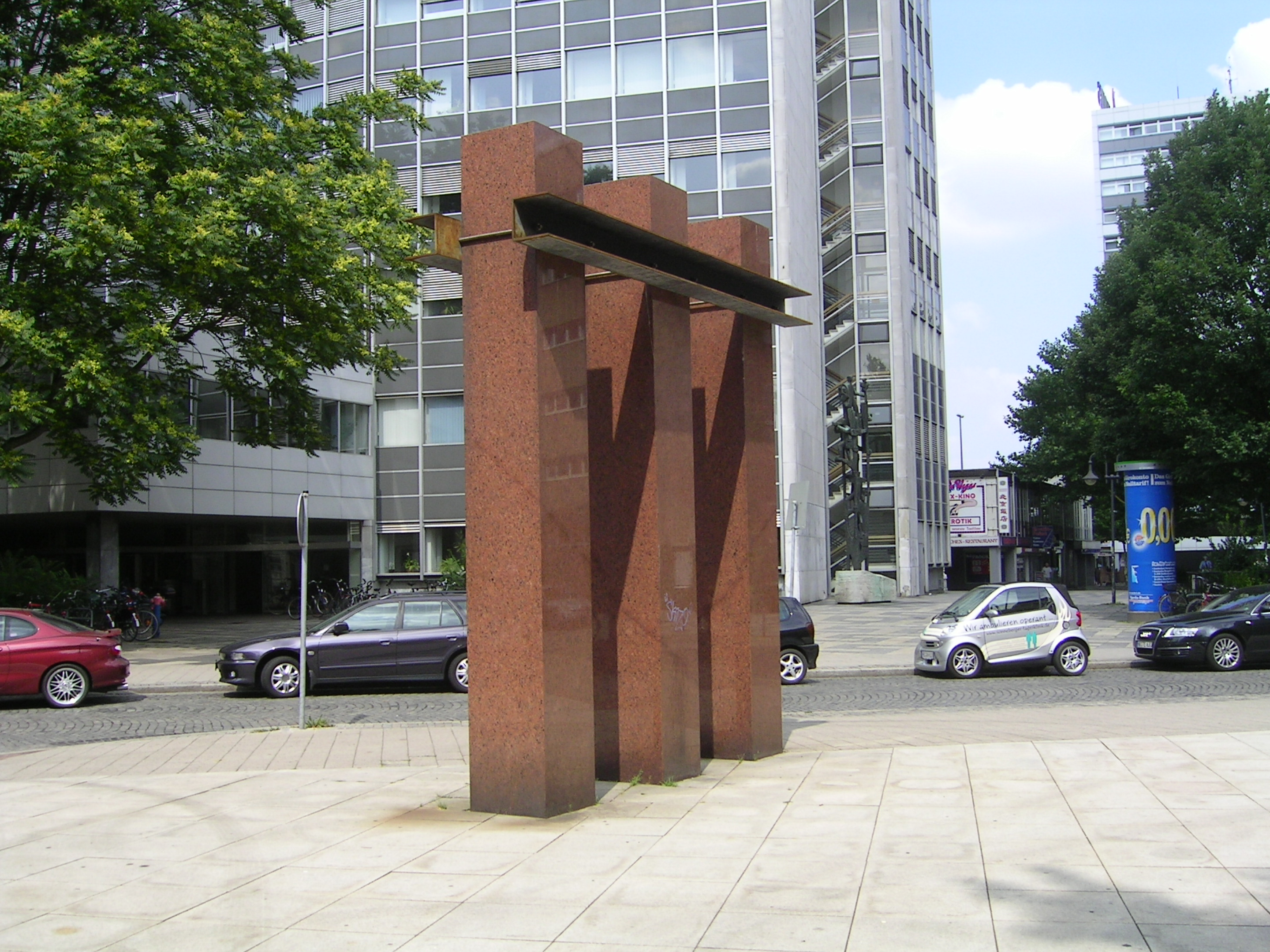
Hintergrund: Siemenshochhaus

Das Kunstwerk ist eine Hommage an Hilferding. Es erinnert an die „Zerbrechlichkeit von Macht“ und an die politische Geschichte des Gebäudes. Das Landesamt für Denkmalpflege Bremen interpretiert das Werk u. a. so: „Die vier liegenden, roh behauenen Steinquader symbolisieren die ursprüngliche Säulenarchitektur des 1930 erbauten Haus des Reiches, die gefallen sind und keine Macht mehr repräsentieren. Die aufrecht stehenden, hochpolierten Säulen stellen eine Wiederholung der gestürzten, jedoch geschwächten Macht dar: es fehlt eine Säule, und die verbliebenen Drei müssen durch eine Eisenklammer zusammengehalten werden“.
Das Haus des Reichs wurde bis 1931 von der Nordwolle erbaut. Im Februar 1931 ging die Nordwolle – bedingt auch durch die Weltwirtschaftskrise – in die Insolvenz und das Kontorhaus wurde von der Reichsfinanzverwaltung übernommen, wurde dann auch vom Reichsstatthalter und Gauleiter der NSDAP genutzt, war Sitz der US-Militärregierung und ist Sitz des Senators für Finanzen.

## Rudolf Hilferding
Hilferding (1877–1941) war ein Politiker (SPD) und Publizist, in der Weimarer Republik und zweimal (1923 und 1928/29) Reichsfinanzminister. 1929, nach dem New Yorker Börsencrash und dem Beginn der Weltwirtschaftskrise im Dezember 1929, verlor Hilferding sein Amt im Kabinett Müller II als Reichsfinanzminister in einer rot-schwarzen Regierung. Der rechtskonservative Reichsbankpräsident Hjalmar Schacht hatte zuvor die Finanzpolitik der Regierung öffentlich als unsolide gebrandmarkt, Kredit zur Überbrückung der Liquiditätsengpässe verweigert und statt konjunkturfördernden Maßnahmen einen hohen Schuldenabbau gefordert. Bald darauf, im März 1930, zerbrach auch die Koalition unter Reichskanzler Hermann Müller (SPD). Danach regierten nur noch bis zur Machtergreifung von 1933 Minderheitsregierungen nur als Präsidialkabinette. Hilferding musste 1933 fliehen, arbeitete für den Exilvorstand der SPD, wurde 1941 in Marseille verhaftet, von der Gestapo gefoltert und vermutlich dadurch ermordet.